# Lune de miel (groupe)
Pour les articles homonymes, voir Lune de miel.
Lune de miel est un groupe musical français, créé en 1984, connu pour son tube Paradise Mi Amor qui lui a valu un disque d'or.

## Biographie
Lune de miel est un groupe de musique français créé en 1984 par le producteur Frédéric Partouche, paroles de Jean-Louis Milford (Jean-Louis Rodriguez) et musique de Jean-André Duperron. Il se compose de Jean de Franvil, né à Cayenne (Guyane) en 1957, entouré de trois choristes et danseuses : Patricia Ariche, née en 1959, qui sortira un duo avec Jean-Louis Milford du groupe Century sous le nom de « Hands of Love » (Dance to Dance), Jill (la métisse, née en 1967, également mannequin) et Soledad née en 1966 (sous le pseudonyme de Sol Charys, elle sortira en 1986 le single d'italo dance Don't Watch Me).
En juin 1985, le groupe est invité à l'émission Cadence 3 - Ring Parade où il remporte les votes du public dans le « Ring parade », devant Marc Lavoine. Dès lors, la popularité du groupe explose et la chanson Paradise Mi Amor sera un des tubes de l’été 1985, classé no 5 des ventes au Top 50 et le single restera 22 semaines au Top 50 et no 1 des clubs dans toute l'Europe. En novembre 1985, il reçoit un disque d'or SNEP.
Le groupe sera numéro 1 en France, en Belgique, au Mexique et dans toute l'Amérique latine. Ce tube sera suivi par Hey, Starlita! en 1985 et Feeling of the night en 1986, deux titres composés par Frédéric Partouche et écrit par Louis Martial Kool et Georges Padey.
À noter que le vrai chanteur et parolier de Lune de miel n'est autre que Jean-Louis Milford (Jean-Louis Rodriguez), le chanteur de Century (Lover Why no 1 en 1985) alors que le clavier Jean Duperron avait lui écrit la musique de Paradise mi amor. Ces deux musiciens sont parisiens et ont vécu à Marseille. L'argent récolté par Paradise mi amor ont permis de lancer Century, et de réunir des musiciens parisiens et méditerranéens recrutés alors sur casting, avec hélas différents changements de personnel, mais un succès européen indéniable, sauf en France, où leur producteur, Philippe Renaux, de chez Clever (licence Carrère), ne soutenait pas beaucoup le groupe… Pour preuve, leur second album, Is It Red, n'est sorti qu'en Belgique…
Plus tard, en 1987, le chanteur Jean-Louis Milford composera un duo avec la chanteuse Patricia Ariche du groupe Lune de miel sous le nom de « Hands of Love » avec le titre Dance to Dance sorti chez Clever (licence Carrère). Ils font une apparition dans l'émission de Christophe Dechavanne C'est encore mieux l'après-midi.

## Discographie
- 1984 : Paradise mi Amor, WEA, (P), single
- 1985 : Hey Starlita, WEA, (P)(C), single[4]
- 1986 : Feeling of the night, CBS, (P)(C), single[5]

## Sources
Biographie du groupe

### Vidéographie
- [vidéo] Patricia A. Godefroy, « Lune de Miel TV "Demain c'est dimanche" », sur YouTube, 5 janvier 2009.
- [vidéo] Patricia A. Godefroy, « Lune de Miel TV C'est encore mieux l'après-midi », sur YouTube, 10 janvier 2009.
- [vidéo] Patricia A. Godefroy, « Lune de Miel (Pat) & Century (J.Louis) TV Show "C'est encore mieux l'après-midi" », sur YouTube, 5 janvier 2009.